# Tideltellus marinus
Tideltellus marinus är en insektsart som beskrevs av Metcalf och Henry Fairfield Osborn 1920. Tideltellus marinus ingår i släktet Tideltellus och familjen dvärgstritar. Inga underarter finns listade i Catalogue of Life.